# 倉本発
倉本 発（くらもと ひらく、1991年11月5日 - ）は、日本の俳優である。サンミュージックブレーン所属。

## 来歴・人物
- 大阪ダンス&アクターズ専門学校出身。
- 2014年4月22日のブログで、拠点を東京に移したと報告。

## 出演

### テレビドラマ
- 神楽坂署生活安全課(2) 花街欲望の殺意（2006年6月14日、テレビ東京） - 鈴木達也 役
- 逃亡者おりん 第7話（2006年12月8日、テレビ東京） - 村上和馬 役
- 鹿男あをによし 第1話（2008年1月17日、フジテレビ） - 15歳の小川孝信 役
- おみやさん6 第14話（2009年3月12日、テレビ朝日） - 平田紀彦 役
- ゴーストタウンの花（2009年3月20日、テレビ朝日）
- LOVE GAME第4話（2009年5月 日本テレビ）
- その街の今は（2010年11月21日、関西テレビ） - 今井 役
- おみやさん2時間スペシャル（2010年12月16日、テレビ朝日） - 青年時代の今田謙二 役
- フェイク 京都美術事件絵巻 第2回（2011年1月11日、NHK） - 青年時代の文彦 役
- おみやさん8 第7話（2011年6月9日、テレビ朝日） - 18歳の千葉彰正 役
- 最後の絆 沖縄・引き裂かれた兄弟 〜鉄血勤皇隊と日系アメリカ兵の真相〜（2011年8月13日、フジテレビ） - 省吾 役
- おひさま 第149話（2011年9月、NHK） - 成人したヒロシ 役
- カーネーション（2012年1月 - 3月、NHK） - 安岡太郎 役
- 温泉若おかみの殺人推理23（2012年4月28日、テレビ朝日） - 高校生時代の立花秀雄 役
- ピロートーク〜ベッドの思惑〜 第4話（2012年10月25日、関西テレビ） - 牧野健太 役
- 遺品整理人 谷崎藍子 第3作（2012年11月5日、TBS） - 久原俊太 役
- 石坂線物語　第1作「豆腐の味」（2012年12月7日、NHK大津） - 翔 役
- 夫婦善哉 （2013年8月 - 9月、NHK） - 自由軒の店員 役
- ごちそうさん（2014年1月 - 2月、NHK） - 真田紳太郎 役
- 湯けむりバスツアー 桜庭さやかの事件簿5（2014年4月28日、TBS） - 青年時代の大月光彦 役
- 軍師官兵衛（2014年6月 - 、NHK） - 羽柴秀勝 役
- お兄ちゃん、ガチャ 第1・6・12話（2015年1月 - 3月、NHK）
- 火曜ドラマJ「くノ一忍法帖　蛍火」第8話　毒霧の舞（2018年7月3日、BSジャパン） - 毒霧の権蔵 役
- 「健康で文化的な最低限度の生活」第3話　（2018年7月31日、フジテレビ）
- NHK歴史秘話ヒストリア「”天皇の先生”になった男小泉信三”象徴”とは何か」（2018年12月12日、NHK） - 皇太子 役

### バラエティ
- ビーバップ!ハイヒール（2011年1月 - 、朝日放送） - 再現VTR
- どりじゃん密着58時間〜稽古場を追う〜（2012年12月29日、tvk）
- THE突破ファイル（2019年1月24日・2020年2月6日、日本テレビ） - 再現VTR

### 映画
- 大奥〜永遠〜［右衛門佐・綱吉篇］（2012年12月22日公開、松竹） - 御半下 役

### CM
- 信学会　グリーンクラス（2011年1月）
- サンガリア　氷晶シャーペット「部活ダンス篇」（2011年1月）
- カロリーメイト「新社会人へ篇」（2013年4月）
- マイナビ2015　グランドオープンCM（2013年11月）
- みずほ銀行「飲み会の精算はスマートに。篇」　webCM（2016年12月）
- サッポロビール「男梅サワー」（2020年1月）

### 舞台
- サンミュージック大阪主催「夢への扉〜Catch the Dream〜」（2006年）
- アイデアスケッチ「あり得ない!」（2012年4月12日 - 15日、道頓堀ZAZA） - ［律儀な強盗］慎吾 役
- アイデアスケッチ「また逢おうと竜馬は言った」（2012年6月26日 - 28日、道頓堀ZAZA） - 時田 役
- サクラ大戦奏組〜雅なるハーモニー〜（2012年11月1日 - 11日、全労済ホール スペース・ゼロ） - 桐朋源二 役
- ドリームジャンボ宝ぶね〜けっしてお咎め下さいますな〜（2013年1月6日 - 13日、青山劇場/1月26日、梅田芸術劇場） - 福禄寿 役
- サクラ大戦奏組〜薫風のセレナーデ〜（2013年9月19日 - 23日、天王洲銀河劇場） - 桐朋源二 役
- Artist Japan NEXT公演VOL.1「ハムレット」（2015年1月6日 - 11日、テアトルBONBON） - ホレイショー 役
- ライブ・スペクタクル―NARUTO―（東京公演:2015年3月21日 - 4月5日、アイアシアター2.5東京/福岡公演:4月10日 - 12日、キャナルシティ劇場/大阪公演:4月17日 - 19日、梅田芸術劇場/宮城公演:4月23日 - 25日、多賀城市民文化センター/東京凱旋公演:4月29日 - 5月10日、アイアシアター2.5東京/マカオ公演:5月22日 - 24日、ベネチアンシアター/マレーシア公演:5月30日 - 31日、マレーシアインターナショナルエキシビジョン&コンベンションセンター/シンガポール公演:6月6日 - 7日、リゾートワールドシアター）
- Artist Japan NEXT公演VOL.4「恐るべき子どもたち」（2015年6月26日 - 28日、カメリアホール） - ミカエル役
- 壊れた恋の羅針盤（2015年8月5日 - 16日、銀座博品館劇場） - エドガー・ブリアン役
- ミュージカル忍たま乱太郎第7弾〜水軍砦三つ巴の戦い!〜（2016年1月9日 - 23日、サンシャイン劇場） - 重 役
- ミュージカル忍たま乱太郎第7弾再演〜水軍砦三つ巴の戦い!〜（東京公演:2016年6月18日 - 7月3日、東京ドームシティ シアターGロッソ/尼崎公演:7月15日 - 17日、あましんアルカイックホール/静岡公演:7月23日 - 24日、静岡市民文化会館 中ホール） - 重 役
- ミュージカル忍たま乱太郎第7弾　忍術学園学園祭（2016年9月24日 - 25日、舞浜アンフィシアター） - 重 役
- 幾星霜（2016年11月9日 - 13日、萬劇場） - 成瀬ハル 役
- 「SOKUGEKI」vol.9&「DAMEDASHI」（2016年11月19日、丸山幼稚園ホール）
- ミュージカル忍たま乱太郎第8弾〜がんばれ5年生!技あり、術あり、初忍務!!〜（2017年1月7日 - 22日、東京ドームシティシアターGロッソ） - 重 役
- 「SOKUGEKI」vol.12&「DAMEDASHI」（2017年5月20日、丸山幼稚園ホール）
- ミュージカル忍たま乱太郎第8弾再演～がんばれ5年生!技あり、術あり、初忍務!!～（2017年6月16日 - 7月2日、サンシャイン劇場/7月21日 - 23日、森ノ宮ピロティホール） - 重 役
- ミュージカル忍たま乱太郎第8弾　忍術学園学園祭（2017年9月22日 - 24日、舞浜アンフィシアター/9月29日 - 10月1日、森ノ宮ピロティホール） - 重 役
- 山のバッキャロー!!～富岡製糸場～＜前編＞　（2018年9月5日 - 10日、シアターグリーンBIG TREE THEATER） - 桑原半一郎 役
- 雪のバッキャロー!!～富岡製糸場～＜後編＞　（2019年1月30日 - 2月4日、シアターグリーンBIG TREE THEATER） - 桑原半一郎 役
- KY Produceレストラン公演「とりあえずマルゲリータはいかが？」（2019年5月17日、Cafe&dining Shisui deux） - ゲスト出演
- 舞台Septet　Chords（2019年6月6日 - 9日、ウッディシアター中目黒） - 新川麻琴 役
- 富岡製糸場【国宝「西置繭所」グランドオープン記念イベント】「結び～昭和30年代の富岡製糸場～」（2020年10月4日、富岡製糸場　西置繭所） - 桑原半一郎 役

### イベント
- 舞台「サクラ大戦奏組 〜薫風のセレナーデ〜」DVD発売記念イベント『トークショウ、君に』（2014年3月16日、東京ジョイポリス）
- 男笑2016（男笑1部・男笑2部） at Shibuya SHIDAXHALL II（2016年4月16日、SHIDAX CULTURE HALL）
- 男笑アフターリフレク笑 at Shibuya SHIDAXHALL II（2016年4月16日、SHIDAX CULTURE HALL）
- 幾星霜 感謝祭（2017年2月5日、Cafe&dining Shisui deux）
- キャストサイズ　第二部（2017年8月12日、渋谷eggman）
- 「忍ミュ」春のファン感謝祭2018～素顔の五年生全員集合！の段～（2018年4月17日、名古屋市芸術創造センター）（2018年4月24日、新潟市民プラザ）
- Septet Chords～ようこそcafe Konzertへ～（2018年9月26日、東京culturecuiture）
- Septet Chords～ようこそcafe Konzertへvol.2～（2018年10月15日、東京culturecuiture）
- Septet Chords～ようこそcafe Konzertへvol.3～（2019年3月16日、東京culturecuiture）
- Septet Chords1周年記念ロケ〜兵庫編〜
- Septet Chords～Konzertな「から騒ぎ」～（2020年1月5日、東京culturecuiture）

### スチール
- 河合塾2013年度高卒生向け広告モデル（2013年2月）

### 企業VP
- NTTドコモ四国　ケータイ家族の1ダフルDay（2006年1月） - 健一 役
- 任天堂（2010年9月1日〜2年間）
- 京都産業大学 学校案内DVD（2013年）
- 滋賀県 若年層向けDV防止啓発DVD「ふたりがよりよい関係をつくるために〜デートDVってなに？〜」（2013年） - C男 役

### ドラマ
- AKBホラーナイト「アドレナリンの夜」第10話〜ドライブ〜（2015年11月） - シンジ 役

### WEB
- 楽屋の神様〜君と一緒に@LOVEパンチ〜#7（2012年10月24日、ニコニコ生放送）
- 楽屋の神様〜君と一緒に@LOVEパンチ〜#27（2013年9月4日、ニコニコ生放送）
- AKBホラーナイト アドレナリンの夜 第10話「ドライブ」（2015年11月5日、ビデオパス・テレ朝動画）

### インターネットラジオ
- It's a Voiceful World〜ラジオショーへようこそ!〜 第154回（2013年9月15日、超!A&G+） - ボイスメッセージ
- 『Septet Chords～Radio Konzert～』第0回（2018年4月28日、ニコニコ生放送 / 5月11日よりニコニコチャンネル他スタート） - 新川麻琴 役
- Septet Chords 一周年ロケツアーDVD&Blu-ray（2020年9月）

## CD
- 舞台「サクラ大戦奏組」奏組歌音曲 第3番（源二）「仲良しスイング」（2013年9月19日）
- Septet ChordsシチュエーションボイスCD　「俺の話を聞いてくれ[新川麻琴]」（2019年1月）
- Septet Chordsテーマソング「fairy smile」「Tears…」（2019年3月16日）

## 雑誌
- 保育雑誌「MIRAIKU」〜特集・イケメン俳優の保育士体験〜vol.14（2016年4月15日）
- キャストサイズ 夏の特別号2017（2017年8月31日）